# Young Bess
Young Bess es una película biográfica de 1953, realizada en Technicolor por Metro-Goldwyn-Mayer, sobre los primeros años de la vida de la reina Isabel I de Inglaterra, desde su turbulenta infancia hasta la víspera de su ascensión al trono inglés. El filme contó con la actuación protagónica de Jean Simmons como Isabel y de Stewart Granger como Thomas Seymour. Además contó con la participación de Charles Laughton como Enrique VIII, padre de Isabel (papel que había interpretado veinte años antes en The Private Life of Henry VIII), y de Deborah Kerr como Catalina Parr. El filme fue dirigido por George Sidney y producido por Sidney Franklin, a partir de un guion escrito por Jan Lustig y Arthur Wimperis a partir de una novela de Margaret Irwin de 1944.

## Trama
El filme comienza la noche del 16 de noviembre de 1558. Al llegar noticias sobre la inminente muerte de la reina María I de Inglaterra, Kat Ashley (Kay Walsh) y el Señor Parry (Cecil Kellaway), ambos sirvientes de la princesa Isabel (Jean Simmons), comienzan a rememorar los turbulentos primeros años de la vida de esta última, quien está a solo horas de convertirse en reina.
Luego de la ejecución de su madre Ana Bolena (Elaine Stewart) por infidelidad contra el rey Enrique VIII (Charles Laughton), Isabel es exiliada a Hatfield House junto a Kat Ashley y Parry, y declarada bastarda. Durante los siguientes años verá la llegada y caída de las numerosas esposas de Enrique, lo que llevará a Isabel a crear una total apatía a volver a la corte en Londres.
Luego que Enrique se casa con Catalina Parr (Deborah Kerr), la ahora adolescente Isabel rechaza totalmente el volver a Londres cuando se le llama a la corte. Sin embargo, el gentil y apuesto Thomas Seymour (Stewart Granger) la persuade de volver. Pronto, Isabel y Catalina se convierten en buenas amigas, además de convertirse en una hermana muy cercana al joven príncipe Eduardo (Rex Thompson). Por su parte, Enrique está impresionado por la fuerte personalidad de su hija (ahora declarada nuevamente legítima).
Cuando Enrique muere, Ned (Guy Rolfe), el intrigante hermano de Thomas, se convierte en Lord Protector y guardián del nuevo rey Eduardo VI hasta su mayoría de edad, sin tomar en cuenta el deseo de Enrique de que sea Thomas el que críe a su hijo. Ned y Thomas se odian, y el primeroteme que la ambición de su hermano crezca gracias a sus triunfos navales.
Por ahora, Isabel se da cuenta de que está enamorada de Thomas, negándose a creer la advertencia de Kat Ashley de que él ama a otra persona; hasta que ve una reunión de Thomas con Catalina en secreto. Ned impide el matrimonio entre ambos, pero gracias a Isabel, que persuade a su hermano de dar su consentimiento real, logran finalmente casarse. Mientras los tres viven en una casa en Chelsea, Thomas comienza a ver a Isabel de otra forma, sobre todo luego de que ella besa a un sirviente. Llevado por los celos, Thomas besa a Isabel, quien le declara su amor. Catalina, quien comienza a notar la cercanía entre ambos, le pide a Isabel tomar una decisión, volviendo a Hatfield poco después-
Poco después, Catalina enferma y muere. Luego de meses en el mar, Thomas vuelve y finalmente se reencuentra con Isabel. Ned lo arresta y lo acusa de traición, acusando de paso a Isabel de conspirar junto a Thomas para destronar a su hermano. Ella va a ver a Eduardo para intentar salvar a Thomas, pero igualmente es ejecutado.
La película termina volviendo a la conversación entre Kat Ashley y el Señor Parry. Para la mañana del 17 de noviembre, ambos celebran que Isabel se convertirá en reina. Luego ella aparece frente a ellos, y se dirige a un balcón para recibir los saludos y vítores del pueblo inglés reunido.

## Elenco
|                                       |
| Jean Simmons como la princesa Isabel. |

|                                      |
| Stewart Granger como Thomas Seymour. |

|                                           |
| Deborah Kerr como la reina Catalina Parr. |

|                                            |
| Charles Laughton como el rey Enrique VIII. |

| - Jean Simmons como la princesa Isabel. - Stewart Granger como Thomas Seymour. - Deborah Kerr como la reina Catalina Parr. - Charles Laughton como el rey Enrique VIII. - Kay Walsh como Kat Ashley. - Guy Rolfe como Edward "Ned" Seymour. - Kathleen Byron como Ana Seymour. | - Cecil Kellaway como el Señor Parry. - Rex Thompson como Eduardo VI. - Robert Arthur como Barnaby, paje de Thomas. - Leo G. Carroll como el Señor Mums, tutor de Isabel. - Norma Varden como Lady Tyrwhitt. - Alan Napier como Robert Tyrwhitt. - Ivan Triesault como el embajador danés. | - Noreen Corcoran como la princesa Isabel (niña). - Elaine Stewart como la reina Ana Bolena. - Dawn Addams como la reina Catalina Howard. - Doris Lloyd como Mother Jack. - Lumsden Hare como el Arzobispo Thomas Cranmer. - Lester Matthews como William Paget. - Ann Tyrrell como la princesa María. |

## Producción
Metro-Goldwyn-Mayer compró los derechos de la novela en 1945. Katherine Anne Porter y Jan Lustig firmaron para crear un guion a partir de la novela y Sidney Franklin se convirtió en productor. Inicialmente se mencionó a Elizabeth Taylor como protagonista; sin embargo, era demasiado joven. Deborah Kerr firmó con MGM y fue anunciada como parte del elenco, aunque su papel era de más edad. MGM anunció el inicio de las filmaciones en Inglaterra en 1948, para que Kerr participara luego de actuar en Edward, My Son. Las filmaciones se pospusieron más tarde.

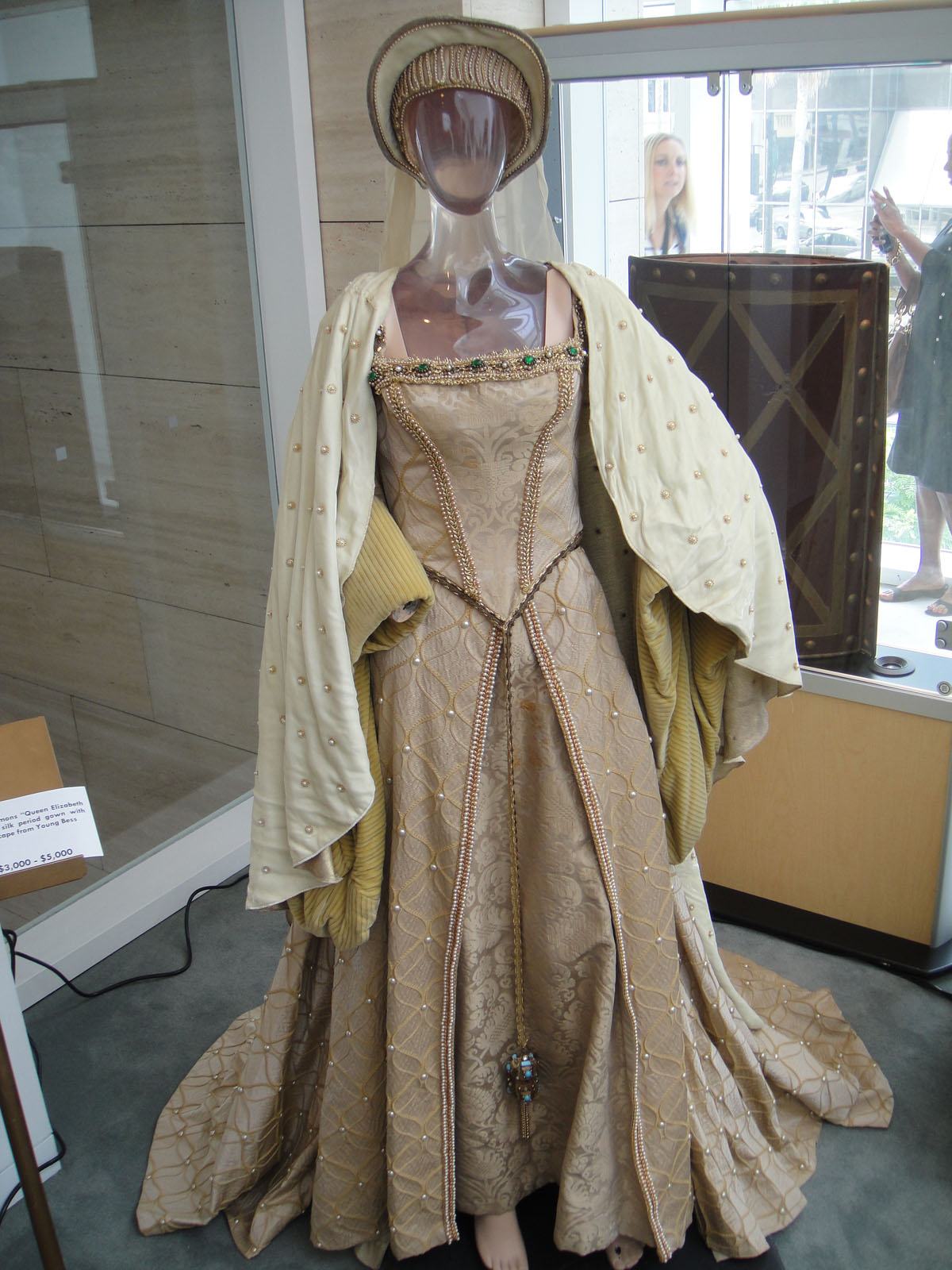
Vestido usado por Jean Simmons en su papel de la princesa Isabel.

Luego, Jean Simmons fue anunciada como protagonista, gracias a J. Arthur Rank, quien pensó que el rol encajaba perfectamente en ella. Simmons se casó con Stewart Granger y firmó como coestrella. Kerr se unió más tarde al elenco como Catalina Parr y Charles Laughton como Enrique VIII.
Las filmaciones se llevaron a cabo en Hollywood. El productor Franklin afirmó:

Estamos contando una íntima historia contra el contexto cortesano del siglo XVI, opuesto a la pompa histórica de las intrigas reales. Sentimos que la historia de amor entre la Princesa y Seymour -que de hecho él era 25 años más viejo que Isabel- sería más creíble para los espectadores que un montón de detalles históricos que no tienen relación con las vidas de nuestros clientes.

## Recepción
Según Stewart Granger, esta fue la película favorita que hizo para MGM por su vestuario, su elenco, su historia."

### Recaudación
De acuerdo a los registro de MGM, el filme recaudó $1.645.000 de dólares en Norteamérica y $2.450.000 en total. En Francia reunió $1.465.207 dólares.

### Premios
Young Bess fue candidata a dos Premios Óscar, uno al mejor diseño de vestuario y otro a la mejor dirección artística a color para Cedric Gibbons, Urie McCleary, Edwin B. Willis, Jack D. Moore.